# Melanichneumon absconditus
Melanichneumon absconditus là một loài tò vò trong họ Ichneumonidae.